# أيائل العالم الجديد
أيائل العالم الجديد (الاسم العلمي: Capreolinae) هي أسرة من الحيوانات تتبع الفصيلة الأيليات من رتبة مزدوجات الأصابع. تختلف عن أيائل العالم القديم بهيكلية كاحلها. يعتقد أنها نشأت في أواخر العصر الميوسيني، بين 7.7 و11.5 مليون سنة، في آسيا الوسطى.

## الأجناس
- أيل الشادن
- أيل البودو